# Machilus glaucescens
Machilus glaucescens là loài thực vật có hoa trong họ Nguyệt quế. Loài này được (Nees) Wight miêu tả khoa học đầu tiên năm 1852.